# 窒化カルシウム
窒化カルシウム（ちっかカルシウム、羅: Calcium nitratum、Calcii nitridum）は、カルシウムと窒素からなる化合物の一種で、化学式はCa3N2で、表面が赤褐色の結晶性固体である。

## 化学的性質
窒化カルシウムは水が存在すると加水分解して、アンモニアを放出しながら水酸化カルシウムを生成する。希酸に可溶で、エタノール中で分解される。

## 製造
窒化カルシウムは金属カルシウムを窒素雰囲気で450℃に加熱する事で製造される。

## 用途
窒化カルシウムは主に化学試薬として使用される。

## 関連
リン化カルシウム（一リン化カルシウム、二リン化三カルシウム）